# 이백
이백(중국어 정체자: 李白, 병음: Lǐ Bái 리바이[*], 701년 ~ 762년)은 당나라 시대의 시인이다. 자는 태백(太白), 호는 청련거사(靑蓮居士)이다. 두보와 함께 중국 역사상 가장 위대한 시인으로 꼽힌다. 이 두 사람을 합쳐서 "이두(李杜)"라고 칭하고 이백을 "시선(詩仙)"이라 부른다. 현재 약 1,100여 수의 시가 남아 있다. 그의 시문학과 관련된 주제는 도교, 술 등이 유명하다.

## 생애
이백의 출신지에 대하여 여러설이 있지만 현재로서는 당나라 쇄엽(碎葉) 출신의 중앙아시아인이라는게 정설로 인정받고 있다.
이백의 아버지가 장사를 하던 무역상이었기 때문에 이백은 정규 교육을 받지 못하였다. 25세나 26세까지 고향인 촉나라에서 살면서 동암자라는 선인과 사천(四川)의 산들을 오르며 도교를 수양하였다. 25세나 26세에 고향을 떠나 강남을 여행하였으며, 아버지의 유산을 소비하며 몰락한 귀족의 자제들과 어울렸다. 744년 43세에 현종(玄宗)의 칙령을 받아 한림공봉(翰林供奉)이 되어 장안에 머물렀으나 관리의 따분한 생활을 견디지 못하여 44세에 현종의 측근인 고역사와 다투고 사직하였다. 사직 후에 뤄양시에서 산둥까지 두보와 함께 여행하였다. 54세에 다시 강남으로 돌아와 56세에 현종의 열여섯 번째 아들인 영왕 인의 군대에 참여하였으나 영왕의 군대가 당 숙종에 의해 반란군으로 지목되어 이백도 야, 지금의 구이저우 에 유배되었다. 다행히 삼협(三峽) 부근까지 왔을 때에 은사(恩赦)를 받아 다시 강남으로 돌아왔다. 말년에는 강남의 각지를 유람하였고, 61세에 안휘성(安徽省) 당도(當塗)의 현령(縣令)이었던 종숙 이양빙(李陽冰)의 집에서 사망하였다. 이백이 장강(長江)에 비치는 달 그림자를 잡으려다가 익사했다는 전설도 있다.
이백은 고시와 절구를 특기로 했다. 그의 절구는 '신품'이라고 평해졌고, 그의 시재는 천래의 재, 즉 '천재'라고 했다. 그의 시는 스케일이 크고, 또한 박진감이 있으며, 때때로 환상적이다. 또한 그의 시는 매우 자유로우며 많은 고민을 하지 않고 한 번에 시를 지었다고 하는데 동시대에 살았던 11세 연하의 시인 두보가 1자 1구의 조탁에 뼈를 깎는 고심을 기울인 것과는 대조적이다. 한편 술을 몹시 좋아하여 술에 취해 있을 때 현종의 부름을 받고 그대로 궁전으로 들어가 계속해서 시를 읊었다고 한다.

## 영향
서유럽에 처음으로 번역된 것은 1862년 《당 시대의 시들》(Poésies de l'Époque des Thang)이다. 영어권에는 허버트 앨런 길레스가 1901년 중국 문학사를 펴면서 처음 실렸다. 자유로우며 시적으로 영향력있던 번역은 에즈라 파운드가 일본어로 번역된 이태백 시를 중역한 것이었다.

## 참고
이백 저, 이영주 등 역, 《이태백시집》(총7권), 학고방, 2015.

## 같이 보기
- 두보

1. ↑  “실크로드 출신 이태백”. 2023년 9월 15일에 확인함.[깨진 링크(과거 내용 찾기)]